# 1958 a légi közlekedésben
Ez a lista az 1958-as év légi közlekedéssel kapcsolatos eseményeit tartalmazza.

## Események

### február
- február 6. – Az Amerikai légierő B–47 Stratojet bombázója hadgyakorlat közben összeütközik egy F–86 Sabre vadászrepülőgéppel a floridai Homestead légi bázis közelében.(A baleset következtében a bombázón hordozott hidrogénbombát eldobják.)
- február 6. – A British European Airways légitársaság Airspeed AS-57 Ambassador típusú utasszállító repülőgépe nem tud felszállni a kifutóról, ezért egy kerítésnek csapódik München-ben. (A balesetben 23 fő veszíti életét, 21 fő túléli a tragédiát.)[1]